# Enrico Baiano
Enrico Baiano (Napoli, 2 ottobre 1960) è un clavicembalista italiano, noto sulla scena internazionale come virtuoso e rigoroso interprete della musica antica.

## Biografia
Si è diplomato in Pianoforte e composizione presso il Conservatorio San Pietro a Majella di Napoli; ha proseguito gli studi al Conservatorio Giuseppe Verdi di Milano con Emilia Fadini, specializzandosi in clavicembalo, clavicordo e fortepiano.
Svolge attività concertistica internazionale con un ampio repertorio, ed ha effettuato registrazioni per programmi radiofonici e televisivi in Italia e in vari paesi europei. Ha inciso numerosi CD, per i quali ha ottenuto diversi premi e riconoscimenti, con le composizioni di alcuni grandi musicisti barocchi, tra cui Domenico Scarlatti, Girolamo Frescobaldi, Pietro Domenico Paradisi, Antonio Vivaldi, Johann Jakob Froberger, Antonio de Cabezón, Johann Sebastian Bach.
Baiano è tra i maggiori studiosi ed interpreti della musica di Domenico Scarlatti. Altri autori ai quali dedica studio approfondito sono i virginalisti inglesi, Henry Purcell, Louis Couperin, i maestri del Seicento napoletano (Ascanio Mayone, Giovanni Maria Trabaci, Giovanni Salvatore, Gregorio Strozzi ecc.), Jean-Philippe Rameau, Johann Sebastian Bach, Carl Philipp Emanuel Bach, Franz Joseph Haydn, Wolfgang Amadeus Mozart, Muzio Clementi, Ludwig van Beethoven.
Ha partecipato 
a due film-documentario del regista Francesco Leprino: Un gioco ardito -  Dodici variazioni tematiche su Domenico Scarlatti e Sul nome B.A.C.H.
È stato docente di clavicembalo al Conservatorio Alessandro Scarlatti di Palermo ed al Conservatorio Domenico Cimarosa di Avellino; attualmente insegna clavicembalo e tastiere storiche al Conservatorio S.Cecilia di Roma.
È membro  dell’Advisory Panel of the Historical Keyboard Society of North America.
Nel 2024 gli è stato conferito il Premio Franco Abbiati.
Pubblicazioni:
Metodo per Clavicembalo, Ut Orpheus, Bologna 2010 (tradotto in inglese, francese, tedesco, spagnolo e giapponese).
Il discorso musicale, in La narrazione al plurale (a cura di S. Messina), Gaia Editrice, 2012.
(con Marco Moiraghi) Le sonate di Domenico Scarlatti - Testo, contesto, interpretazione, LIM, Lucca 2014.
Mille fughe, pause e riprese – Clavicembalisti napoletani, in Storia della Musica e del Teatro a Napoli-Il Seicento (a cura di Francesco Cotticelli e Paologiovanni Maione),Turchini Edizioni, Napoli 2019.
Piccola introduzione al Clavicembalo ben Temperato, in I Quaderni del Cimarosa (a cura di Marina Marino e Massimo Signorini), V-2019.
Bach and the Seconda Pratica, in Bach e l’Italia. Scambi, sguardi, convergenze (a cura di Chiara Bertoglio e Maria Borghesi), LIM - Lucca 2020.
The Sonatas of Domenico Scarlatti from the perspective of Italian 17th century Toccata, atti del XIV convegno ‘Diego Fernández’ (a cura di Luisa Morales) – Domenico Scarlatti: Forwards and Backwards, FIMTE, Almería 2022.

## Discografia
- 1995 - Pier Domenico Paradisi (o Paradies), Sonate di Gravicembalo, 1754 (ristampato da Glossa cabinet)
- 1996 - Johann Jakob Froberger, Diverse curiose partite (Symphonia)
- 1998 - Antonio de Cabezón, Obras de Música para Tecla (ristampato da Glossa cabinet)
- 1999 - Domenico Scarlatti, Sonate per Clavicembalo - K46, K109, K126, K175, K181, K217, K232, K233, K248, K249, K295, K296, K394, K395, K402, K439, K516 (Symphonia)
- 2000 - Antonio Vivaldi, Concerti per clavicembalo (ristampato da Panclassics)
- 2001 - Musica al tempo di Luca Giordano - Il cembalo nella Napoli del 600 (Symphonia)
- 2003 - Girolamo Frescobaldi, Intavolature di cimbalo (Symphonia)
- 2008 - Domenico Scarlatti, Sonate per clavicembalo K3, K24, K69, K99, K113, K115, K118, K119, K120, K132, K148, K149, K184, K213, K214, K215, K216, K268 (Symphonia)
- 2009 - Domenico Scarlatti, Sonate per clavicembalo (esecuzione al cembalo e al fortepiano) K96, K124, K125, K141, K386, K387, K426, K427, K445, K481, K482, K 516, K517, K544, K545, K546, K547 (Stradivarius 33844)
- 2022 - Johann Sebastian Bach, Das Wohltemperirte Clavier I & II (esecuzione su clavicembalo, clavicordo e fortepiano -  Da Vinci Classic C00656)
- 2024 - (con Tommaso Rossi) - Georg Frideric Handel, Sonate per flauto e basso continuo (Stradivarius)
- 2024 - Johann Sebastian Bach, Toccate BWV 910-916 (Da Vinci Classic)